# Forebyggelse af plantesygdomme
Forebyggelse af plantesygdomme er de tiltag, man kan sætte i gang, når der er grund til at forvente et angreb på planter, som har erhvervsmæssig eller æstetisk værdi. Indsatsen tager udgangspunkt i en vurdering af den skadevirkning, det forventede angreb kan få. Derefter bygger metoderne på en indgående viden om på de dyrkede planters anatomi, fysiologi og økologiske nichetilpasning, men også på en tilsvarende viden om de skadegørende organismers muligheder for at finde frem til de sårbare tidspunkter af planternes udviklingscyklus (smittekilder, smitteveje, vektorer og smittetryk).

## Karantæne
En sygdomsramt plante eller et sygdomsramt område af en vegetation kan isoleres fra de planter, som endnu ikke er angrebet. Enkeltplanter kan destrueres eller flyttes ind under forhold (f.eks. et væksthus eller et laboratorium), hvor man kan gå i gang med undersøgelser eller behandling af skadegøreren. En anden mulighed er at kontrollere menneskers rejser og aktivitet, sådan at man helt undgår at få indført skadegørende organismer (som et eksempel kan nævnes den australske karantæne- og inspektionstjeneste (AQIS). I den forbindelse er lovgivningstiltag og håndhævelse af regelsæt afgørende for at opnå vedvarende effektivitet. I EU og i Danmark kan der kræves dokumentation for, at en plante, der kan medbringe alvorlige skadegørere, ikke har disse skadegørere (det såkaldte ”plantepas”)

## Dyrkningsmetodik
I nogle samfund er jordbrug en levevis, som foregår under små forhold, og som udføres af folk, hvis kultur omfatter landbrugstraditioner, der rækker meget langt tilbage i tid. Som et eksempel kan nævnes den livslange træning i at dyrke afgrøder på kunstige terrasser eller kyndighed i at forudse og udnytte særlige vejrforhold samt færdigheder i at udføre gødskning, podning, frøbehandling og intensivt jordbrug.

## Planters modstandsdygtighed
I vore dage gør vidtrækkende udviklinger i jordbrugserhvervene det muligt for dyrkerne at vælge mellem adskillige, systematisk krydsede arter, der sikrer deres afgrøder den størst mulige hårdførhed under de sygdomsvilkår, der gælder i en bestemt del af verden. Fremgangsmåderne til planteforædling er blevet gjort mere og mere effektive gennem flere hundrede år, men muligheden for genmanipulation har åbnet for en endnu mere præcis kontrol med afgrøders modstandsdygtighed. Manipulation af planter, der er beregnet til konsum kan være mindre lønsom, da det øgede udbytte ofte mødes med folkelig mistænksomhed og en negativ holdning til denne ”roden rundt i” naturen.

## Bekæmpelse
Ofte svigter forebyggelsen helt eller delvist, og i så fald kan det komme på tale at bekæmpe skadegøreren. I den situation overvejer man nøje, om det er økonomisk forsvarligt at gøre det. Udgifterne til bekæmpelsesmidler, arbejdstid, slitage, drivmidler og skader på afgrøden må afvejes mod det forventede tab ved angrebet. På den måde kan man regne sig frem til en tærskelværdi for angrebet, som betyder, at man først sætter bekæmpelsen ind, når det udbyttetab, som er forårsaget af angrebet, må forudses at nå et omfang, der overstiger denne økonomiske tærskel.
Først derefter kan man beslutte, hvilken bekæmpelsesmetode der skal bruges, hvilke midler der skal anvendes og hvor koncentreret bekæmpelsen skal foretages. I valget af midler indgår overvejelser om midlernes akutte og langsigtede giftighed, nedbrydningstid for restkoncentrationer og risikoen for at skabe resistens hos skadegørerne. Desuden har prisen på midlerne naturligvis også en stor betydning, og det samme gælder hensynet til det omgivende miljø og den biodiversitet, man ønsker at opretholde. Af disse grunde vil man strække sig langt for at klare problemerne med forebyggende indgreb.
Der er mange naturligt forekommende og syntetisk fremstillede stoffer, som kan anvendes til bekæmpelse af de førnævnte trusler. Metoden virker ved at fjerne de sygdomsfremkaldende organismer direkte eller ved at bremse spredningen af dem. Men man har konstateret, at mange midler har alt for bred virkning og skader sagesløse organismer, og det gør, at plantedyrkeren må tage hensyn til naboer og den større offentlighed, før man beslutter at bruge en bestemt bekæmpelsesmetode.

## Biologisk bekæmpelse
Sædskifte kan være en effektiv fremgangsmåde, så man undgår, at en population af skadegørere bliver fast etableret i dyrkningsområdet. F.eks. vil en bladædende organisme sulte, når afgrøden indgår i en omdrift med rodfrugter osv. Der findes også andre metoder til at underminere skadegørere uden at angribe dem direkte. Her kan nævnes brugen af naturlige fjender, eksempelvis brugen af rovmider mod spindemider eller dværgvagtler mod øresnudebiller.

## Integreret bekæmpelse
Anvendelse af to eller flere metoder i kombination giver en mere sikker mulighed for at opnå den ønskede virkning. Fremgangsmåden kaldes for "integreret bekæmpelse".

## Lovregler
I EU og i Danmark er brugen af bekæmpelsesmidler underlagt kontrol gennem forskellige lovbestemmelser. Én af konsekvenserne er den ’’Middeldatabase’’, som omfatter de tilladte, de ikke længere tilladte og de forbudte midler. Det hedder på basens hjemmeside: